# Rivoli (stacja metra)
Rivoli M1 – stacja turyńskiego metra położona pod Piazza Rivoli. Istnieje możliwość przesiadki do linii komunikacji autobusowej.